# Rebbenesøya
Die Rebbenesøya (nordsamisch: Ruobbá) ist eine Insel in der norwegischen Provinz (Fylke) Troms. Sie gehört zu den Kommunen Tromsø und Karlsøy.

## Geografie
Die Insel liegt im Nordwesten der Stadt Tromsø und hat eine Fläche von 81,93 km², auf der im Jahr 2018 etwa 90 Einwohner lebten. Die Insel ist damit die 55.-größte des norwegischen Hauptlandes. Der Norden gehört verwaltungstechnisch zur Kommune Karlsøy, während der Süden in die Gemeinde Tromsø eingeht. Im Norden schert sich der Ytre Andamsfjorden und das Indre Andamsfjorden in das Land ein, wobei im Fjord die Insel Andammen liegt. Im südwestlichen Bereich führt der Løksfjorden ins Land. Vor allem der westliche Teil der Insel ist bergig, die Geittinden erreicht eine Höhe von 689 moh. Auf der Insel liegen mehrere Seen, unter anderem das Hølkefjordvatnet im Süden und das Finnkjerkvatnet im Zentrum.

## Verkehr
An der Ostküste entlang führt der Fylkesvei 7910, an dessen nördlichem Ende eine Fährverbindung die Anbindung in Richtung Osten über die Meerenge Skagøysundet zur Insel Ringvassøya herstellt.